# Le Caractère de l'époque actuelle

Le Caractère de l'époque actuelle (Grundzüge des gegenwärtigen Zeitalters) est un recueil de cours du philosophe allemand Johann Gottlieb Fichte professés en 1804 et 1805. Il a été publié à Berlin en 1807.

## Contenu
L’auteur cherche à établir les caractéristiques de son époque, non pas à partir de données empiriques mais en se fondant sur le développement rationnel de l’histoire de l’humanité.
Il distingue plusieurs époques :
1. La raison se présente sous forme instinctive ;
2. Sous forme autoritaire ;
3. La raison se révolte contre l’instinct et l’autorité en engendrant l’individualisme égoïste ;
4. La raison accède à la conscience de soi en inaugurant l’ère de la justice ;
5. Enfin elle se réalise pleinement en instituant l’ère de la sainteté.

Dans l’époque actuelle, dit Fichte, nous avons perdu l’innocence du premier âge, nous avons renversé l’autorité et nous nous trouvons en plein individualisme.
Dans un tel climat, seule la réalité empirique, c’est-à-dire la sensation et le plaisir, paraît évidente, alors qu’on haït l’idéal et le concept de devoir qui en découle.
Ayant compris l’esprit de son temps, le savant pourra agir en faveur de la vraie liberté.

## Sources
- Dictionnaire des œuvres, Collection « Bouquins », Robert Laffont.